# Cornelis Drebbel
Cornelis Jacobszoon Drebbel (1572-1633) là nhà phát minh, nhà khoa học người Hà Lan. Ông là người sáng chế ra chiếc tàu ngầm đầu tiên trên thế giới vào năm 1620. Ông đã dựa vào bản thiết kế đầu tiên trên thế giới của nhà toán học người Anh William Bourne (bản thiết kế này ra đời vào năm 1578). Năm 1624, Drebbel cũng đã chế tạo một chiếc tàu ngầm có hình dạng quả trứng, bằng gỗ, được đẩy đi bằng 20 người chèo thêm vào thủy thủ đoàn mà ông đã thuê trên sông Thames khiến mọi người kinh ngạc. Có thể ông có ý tưởng tái sinh không khí trên tàu bằng con đường hóa học nhờ một dung dịch kiềm. Trong tàu có túi da dê dùng làm khoang nước ép tải. Người ta đổ đầy nước vào túi da dê để làm tàu chìm. Khi muốn nổi lên thì hút nước từ túi da dê ra. Tàu có thể lặn từ 3,5m đến 4,5m.